# Solaneae
Tribu
Les Solaneae sont une tribu de plantes dicotylédones de la famille des Solanaceae, sous-famille des Solanoideae. Cette tribu, qui comprend deux genres : Solanum (environ 1 400 espèces) et Jaltomata  (environ 50 espèces), regroupe environ la moitié des espèces de la famille des Solanaceae.

## Liste des genres et sous-genres
Selon NCBI (3 mars 2012) :
- genre Jaltomata
- genre Solanum
  - sous-genre Lycopersicon
  - Solanum incertae sedis